# ネコアシコンブ属
ネコアシコンブ属（学名：Arthrothamnus Ruprecht）は褐藻綱、コンブ目、コンブ科に分類される海藻の分類群の一つである。タイプ種はA. kurilensis Ruprecht （チシマネコアシコンブ）である。
属名のArthrothamnus の由来は arthron （関節）と thamnos （枝）から作られたもの。

## 特徴
1年目の胞子体は、葉体が単葉で帯状平滑であり、茎は短い。葉体は生長するにしたがい、その下部の左右両端が耳たぶのようにふくらむ耳形体と呼ばれる突起をつくる。この耳形体はさらに外側から内側に向かって巻き込んでいき、次世代の茎及び葉を形成する。この時期にはまだ古い葉が脱落しておらず、1年目の葉 1枚と次の世代の新葉が 2枚存在している。さらに 1年目の葉の老化が進むと、1年目の葉体と耳形体は脱落し、2本の 2年目新葉だけになる。その後、1年目の茎が太く硬くなって上縁部両側から根を出す。コンブ属 (Saccharina) では旧葉の基部で新葉及び茎の形成が行われるが、ネコアシコンブ属では耳形体の分裂組織で行われる。
翌年もこれと同じように新葉を形成するので、3年目には新葉を 4枚つけることとなる。さらに 4年目では新葉は 8枚というように年を追うごとに葉の枚数を増やしていく。
胞子嚢は葉の両面に形成される子嚢斑に作られる。

## 種
ネコアシコンブ属は次の 2種で構成される。
A. bifidus (Gmelin) Ruprecht ネコアシコンブ
北海道の納沙布岬から釧路市、国後島北岸を除く北海道付属島嶼、千島列島、カムチャツカ半島及びアリューシャン列島に分布する。
A. kurilensis Ruprecht チシマネコアシコンブ
択捉島から千島列島新知島までと樺太南西端に分布する。
この 2種の主な差異は茎にあって、ネコアシコンブは茎が扁平で広いくさび状になり、1年目は直立していたものが倒れていき、基部と上部の縁の両側から根を出して固着する。これに対し、チシマネコアシコンブの茎は円柱状で直立し、その基部の根で基盤に固着し、茎、根及び着生の方式も他のコンブ類と同様となる。